# チェコの原子力発電

チェコの原子力発電所と研究炉

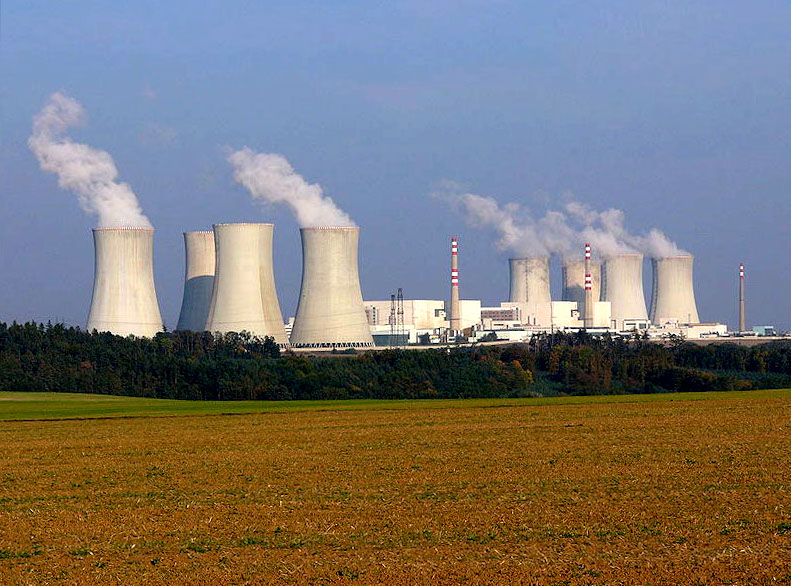
ドコバニ原子力発電所

チェコの原子力発電（チェコのげんしりょくはつでん）では、チェコ共和国における原子力発電について述べる。

## 概要
チェコ共和国では、チェコ電力（CEZ）がテメリン原子力発電所とドコバニ原子力発電所の2つの原子力発電所を稼働させている。原子炉は計6基で、テメリン原子力発電所にVVER-1000型が2基、ドコバニ原子力発電所にVVER-440型が4基ある。

## 計画
ドコバニ原子力発電所にある4基は、2035年から2037年の間に運転終了の見込みのため、政府は2024年に韓国水力原子力（KHNP）と原発増設の契約した。契約では、2029年に建設が開始し、2026年に試験運転を始める予定としている。また、テメリン原子力発電所の2基の増設のオプションも含まれている。